# Roziya Karimova
Roziya Zaripovna Karimova (Kazán, Imperio ruso, 18 de marzo de 1916-Taskent, Uzbekistán, 15 de marzo de 2011) fue una artista de ballet, cantante, actriz, coreógrafa, intérprete de danzas folclóricas uzbekas, historiadora del arte, escritora y académica soviética y uzbeka. En 1950 recibió el título de Artista del Pueblo de la República Socialista Soviética de Uzbekistán.

## Biografía
Nació en 1916 en la ciudad de Kazán del Imperio Ruso en la familia de un comerciante tártaro.En 1929 ingresó en el departamento preparatorio de la Escuela Técnica Médica de Ferganá, donde participó activamente en actividades artísticas de aficionados y dirigió un club. En 1930, debido a sus destacadas actuaciones en eventos de aficionados, fue enviada al estudio de teatro del Teatro de Samarcanda por orden del Consejo de Comisarios del Pueblo de la República Socialista Soviética de Uzbekistán. Allí estudió y trabajó simultáneamente. Más tarde, el teatro de Samarcanda fue trasladado a Taskent y se convirtió en el Teatro Académico de Ópera y Ballet de Uzbekistán, que lleva el nombre de Alisher Navoi.  Fue artista de este teatro durante toda su carrera creativa.
En 1937, por su interpretación de danzas folclóricas durante la Década de las Artes de Moscú, recibió la "Orden de la Insignia de Honor". En 1939, por su servicio artístico a los trabajadores del Gran Canal de Ferganá, recibió la "Medalla al Valor Laboral". En 1942, por sus actuaciones en las óperas "Davron ata", "Меч Узбекистана" (La espada de Uzbekistán), "Layla y Majnún" y "Gulsara", recibió el título de Artista de Honor de la República Socialista Soviética de Uzbekistán.
Durante la Gran Guerra Patria, como parte de los artistas de Uzbekistán, realizó conciertos en hospitales y en el frente para los soldados del Ejército Rojo.En 1943, como parte de un grupo de maestros de Uzbekistán, participó en un concierto solemne frente a los jefes de la coalición anti-Hitler, Roosevelt, Churchill y Stalin en Teherán.
En 1950, por sus contribuciones al arte uzbeko y con motivo del 25.º aniversario de la República Socialista Soviética de Uzbekistán, recibió el título honorífico de Artista del Pueblo de la República Socialista Soviética de Uzbekistán. En 1951 y 1959 recibió la medalla por "Mehnatda oʻrnak koʻrsatganlik uchun" (Medalla "Por el trabajo distinguido").  En 1958, el Ministerio de Cultura de la URSS le concedió la insignia "Por un trabajo excelente". Fue galardonada con premios internacionales y autora de 17 libros y manuales sobre historia y teoría de la danza uzbeka.

## Premios y títulos
- Artista de Honor de la República Socialista Soviética de Uzbekistán (1942) [3]
- Artista del pueblo de la República Socialista Soviética de Uzbekistán (1950) [3][5][6]
- Laureado del Premio Estatal Hamza [3][5][6][7]
- Orden de “Respetado por el Pueblo y la Patria” [1][5]
- Orden de la "Insignia de Honor" (31 de mayo de 1937) [8][4][3][2]
- Dos Medallas "Al Trabajo Distinguido" (1951 y 1959) [9][1][5]
- Orden de “El-yurt hurmati” [1][4][3][2][5][6]